# Liste von Vulkanen in den Britischen Überseegebieten
Dies ist eine Liste von Vulkanen in den Britischen Überseegebieten, die während des Quartärs mindestens einmal aktiv waren.
| Bild | Name                           | Insel, Inselgruppe                            | Territorium                                  | Vulkantyp      | Letzte Eruption | Höhe [m] | Geokoordinaten                |
| ---- | ------------------------------ | --------------------------------------------- | -------------------------------------------- | -------------- | --------------- | -------- | ----------------------------- |
|      | The Peak                       | Ascension                                     | St. Helena, Ascension und Tristan da Cunha   | Schichtvulkan  | unbekannt       | 859      | 07° 57′ 00″ S, 014° 22′ 00″ W |
|      | Mount Sourabaya, Mount Darnley | Bristol Island, Südliche Sandwichinseln       | Südgeorgien und die Südlichen Sandwichinseln | Schichtvulkan  | 2016            | 1100     | 59° 02′ 00″ S, 026° 35′ 00″ W |
|      |                                | Candlemas Island, Südliche Sandwichinseln     | Südgeorgien und die Südlichen Sandwichinseln | Schichtvulkan  | 1911            | 550      | 57° 05′ 00″ S, 026° 40′ 00″ W |
|      | Mount Hodson                   | Visokoi Island, Südliche Sandwichinseln       | Südgeorgien und die Südlichen Sandwichinseln | Schichtvulkan  | unbekannt       | 1005     | 56° 42′ 00″ S, 027° 09′ 00″ W |
|      |                                | Leskov Island, Südliche Sandwichinseln        | Südgeorgien und die Südlichen Sandwichinseln | Schichtvulkan  | unbekannt       | 190      | 56° 40′ 00″ S, 028° 08′ 00″ W |
|      | Mount Michael                  | Saunders Island, Südliche Sandwichinseln      | Südgeorgien und die Südlichen Sandwichinseln | Schichtvulkan  | 2006            | 990      | 57° 47′ 00″ S, 026° 27′ 00″ W |
|      | Mount Belinda                  | Montagu Island, Südliche Sandwichinseln       | Südgeorgien und die Südlichen Sandwichinseln | Schildvulkan   | 2007            | 1370     | 58° 25′ 00″ S, 026° 20′ 00″ W |
|      |                                | Nightingale Island, Tristan da Cunha          | St. Helena, Ascension und Tristan da Cunha   | Schichtvulkan  | 2004            | 365      | 37° 25′ 00″ S, 012° 29′ 00″ W |
|      | Protector Shoal                | Südliche Sandwichinseln                       | Südgeorgien und die Südlichen Sandwichinseln | Seamount       | 1962            | −27      | 55° 55′ 00″ S, 028° 05′ 00″ W |
|      | Soufrière Hills                | Montserrat                                    | Montserrat                                   | Schichtvulkan  | 2010            | 915      | 16° 43′ 00″ N, 062° 11′ 00″ W |
|      |                                | Südliche Thuleinseln, Südliche Sandwichinseln | Südgeorgien und die Südlichen Sandwichinseln | Schichtvulkane | 1975 ± 12 Jahre | 1075     | 59° 27′ 00″ S, 027° 22′ 00″ W |
|      | Queen Mary’s Peak              | Tristan da Cunha (Insel), Tristan da Cunha    | St. Helena, Ascension und Tristan da Cunha   | Schildvulkan   | 1962            | 2060     | 37° 05′ 30″ S, 012° 17′ 00″ W |
|      |                                | Zavodovski Island, Südliche Sandwichinseln    | Südgeorgien und die Südlichen Sandwichinseln | Schichtvulkan  | 1819            | 551      | 56° 18′ 00″ S, 027° 34′ 00″ W |